# Mamerto di Vienne
Mamerto di Vienne, in francese Mamert de Vienne o saint Mamert (... – Vienne, 475), è stato un arcivescovo francese del V secolo. È venerato come santo dalla Chiesa cattolica.
San Mamerto è uno dei cosiddetti "santi di ghiaccio", con san Servazio, san Pancrazio e san Bonifacio di Tarso.

## Agiografia
Fratello del teologo e poeta Claudiano Mamerto, pare si sia distinto come lui nella sua educazione letteraria e teologica.
Divenne vescovo di Vienne (Francia) nel 452, entrando in conflitto con l'arcivescovo di Arles, del quale contestava la supremazia, ma si dovette ugualmente sottomettere nel 463.
Egli introdusse in Gallia la processione delle Rogazioni a partire dal 470, allo scopo di porre fine ad una serie di calamità naturali.
Il suo sarcofago fu rinvenuto negli anni 1860 ed è conservato oggi nell'antica chiesa di San Pietro di Vienne, oggi Museo Archeologico di San Pietro di Vienne.

## Culto
Dedicate a san Mamerto vi sono una cappella nel comune di Les Côtes-d'Arey (dipartimento dell'Isère), una chiesa nel comune di Le Grand-Serre (dipartimento della Drôme) e la chiesa gotica di Montel-de-Gelat nel dipartimento del Puy de Dôme.
Esisteva un antico ospedale medievale dedicato a San Mamerto nel territorio di Castelnuovo Bocca d’Adda, soppresso (insieme ad altri) a metà '400 per la creazione dell'Ospedale maggiore di Lodi. 
La sua Memoria liturgica cade l'11 maggio.

## Curiosità
San Mamerto è il patrono della cittadina immaginaria di Puente Viejo dove si svolge l'intera trama della soap opera Il Segreto.